# Schönberg (Wölzer Tauern)
Der Schönberg ist ein 1943 m ü. A. hoher Berg in der Obersteiermark, der zu den Rottenmanner und Wölzer Tauern innerhalb der Niederen Tauern gehört und die Gemeinden Pölstal und Oberwölz begrenzt. Etwa 200 Meter nördlich des Gipfels grenzt die Gemeinde Pusterwald an. 200 Meter vom Gipfel entfernt und 66 Höhenmeter tiefer liegt die Klosterneuburger Hütte. Der Gipfel liegt nördlich des Moarköpfls und westlich des Kobaldecks, die niedriger sind. Westlich vom Schönberg liegt der höhere Kleine Zinken.

## Touristische Bedeutung
Der Schönberg wird bei Wanderrouten als Zwischenetappe angegeben, so bei einer mittelschweren Wanderung von der Klosterneuburger Hütte auf das Schießeck. Diese Tour mit einer Länge von zehn Kilometern dauert dreidreiviertel Stunden (Hin- und Rückweg). Eine Wanderung, bei der fünf Gipfel bestiegen werden, dauert fünfeinhalb Stunden und ist 17 Kilometer lang; auch hier ist der höchste Punkt das Schießeck.